# CJ Hamilton
Christopher Nathan Hamilton, meglio noto come CJ Hamilton (Harrow, 23 marzo 1995), è un calciatore inglese naturalizzato irlandese, attaccante del Blackpool.

## Carriera

### Club
Cresciuto nel settore giovanile dello Sheffield United, ha iniziato a giocare, in prestito, con Halifax Town e Gateshead nella National League, la quinta divisione inglese. Il 6 giugno 2016 viene acquistato a titolo definitivo dal Mansfield Town. Dopo aver trascorso quattro stagioni nella Football League Two (quarta divisione inglese), totalizzando 173 presenze e 20 reti, il 22 luglio 2020 ha firmato un contratto triennale con il Blackpool,, formazione militante in Football League One (terza divisione inglese), con cui al termine della stagione, ha ottenuto la promozione in Championship.

### Nazionale
L'8 giugno 2022 ha esordito con la nazionale irlandese, giocando l'incontro perso per 0-1 contro l'Ucraina, valido per la UEFA Nations League 2022-2023.

## Statistiche

### Presenze e reti nei club
Statistiche aggiornate al 9 giugno 2022.
| Stagione              | Squadra               | Campionato            | Campionato | Campionato | Coppe nazionali | Coppe nazionali | Coppe nazionali | Coppe continentali | Coppe continentali | Coppe continentali | Altre coppe | Altre coppe | Altre coppe | Totale | Totale |
| Stagione              | Squadra               | Comp                  | Pres       | Reti       | Comp            | Pres            | Reti            | Comp               | Pres               | Reti               | Comp        | Pres        | Reti        | Pres   | Reti   |
| --------------------- | --------------------- | --------------------- | ---------- | ---------- | --------------- | --------------- | --------------- | ------------------ | ------------------ | ------------------ | ----------- | ----------- | ----------- | ------ | ------ |
| ago.-ott. 2015        | Halifax Town          | NL                    | 9          | 3          | FACup           | -               | -               |                    | -                  | -                  | FAT         | -           | -           | 9      | 3      |
| nov. 2015-2016        | Gateshead             | NL                    | 25         | 2          | FACup           | -               | -               |                    | -                  | -                  | FAT         | 5           | 0           | 30     | 2      |
| 2016-2017             | Mansfield Town        | FL2                   | 29         | 0          | FACup+CdL       | 0+1             | 0               |                    | -                  | -                  | FLT         | 6           | 0           | 36     | 0      |
| 2017-2018             | Mansfield Town        | FL2                   | 33         | 2          | FACup+CdL       | 4+1             | 0               |                    | -                  | -                  | FLT         | 3           | 1           | 41     | 3      |
| 2018-2019             | Mansfield Town        | FL2                   | 46+2       | 11+1       | FACup+CdL       | 2+2             | 1+1             |                    | -                  | -                  | FLT         | 3           | 0           | 55     | 14     |
| 2019-2020             | Mansfield Town        | FL2                   | 34         | 2          | FACup+CdL       | 2+1             | 0               |                    | -                  | -                  | FLT         | 4           | 1           | 41     | 3      |
| Totale Mansfield Town | Totale Mansfield Town | Totale Mansfield Town | 144        | 16         |                 | 13              | 2               |                    | -                  | -                  |             | 16          | 2           | 173    | 20     |
| 2020-2021             | Blackpool             | FL1                   | 22+1       | 5+0        | FACup+CdL       | 2+1             | 0               |                    | -                  | -                  | FLT         | 0           | 0           | 26     | 5      |
| 2021-2022             | Blackpool             | FLC                   | 24         | 2          | FACup+CdL       | 1+2             | 0               |                    | -                  | -                  |             | -           | -           | 27     | 2      |
| Totale Blackpool      | Totale Blackpool      | Totale Blackpool      | 47         | 7          |                 | 6               | 0               |                    | -                  | -                  |             | 0           | 0           | 53     | 7      |
| Totale carriera       | Totale carriera       | Totale carriera       | 225        | 28         |                 | 19              | 2               |                    | -                  | -                  |             | 21          | 2           | 265    | 32     |

### Cronologia presenze e reti in nazionale
| Cronologia completa delle presenze e delle reti in nazionale ― Irlanda | Cronologia completa delle presenze e delle reti in nazionale ― Irlanda | Cronologia completa delle presenze e delle reti in nazionale ― Irlanda | Cronologia completa delle presenze e delle reti in nazionale ― Irlanda | Cronologia completa delle presenze e delle reti in nazionale ― Irlanda | Cronologia completa delle presenze e delle reti in nazionale ― Irlanda | Cronologia completa delle presenze e delle reti in nazionale ― Irlanda | Cronologia completa delle presenze e delle reti in nazionale ― Irlanda |
| Data                                                                   | Città                                                                  | In casa                                                                | Risultato                                                              | Ospiti                                                                 | Competizione                                                           | Reti                                                                   | Note                                                                   |
| ---------------------------------------------------------------------- | ---------------------------------------------------------------------- | ---------------------------------------------------------------------- | ---------------------------------------------------------------------- | ---------------------------------------------------------------------- | ---------------------------------------------------------------------- | ---------------------------------------------------------------------- | ---------------------------------------------------------------------- |
| 8-6-2022                                                               | Dublino                                                                | Irlanda                                                                | 0 – 1                                                                  | Ucraina                                                                | UEFA Nations League 2022-2023 - 1º turno                               | -                                                                      | 78’                                                                    |
| Totale                                                                 |                                                                        | Presenze                                                               | 1                                                                      |                                                                        | Reti                                                                   | 0                                                                      |                                                                        |